# Dietmar Lorenz
Dietmar Lorenz (23 de septiembre de 1950-8 de septiembre de 2021) fue un deportista de la RDA que compitió en judo.
Participó en dos Juegos Olímpicos de Verano en los años 1976 y 1980, obteniendo una medalla de oro y otra de bronce en la edición de Moscú 1980. Ganó dos medallas en el Campeonato Mundial de Judo en los años 1973 y 1975, y siete medallas en el Campeonato Europeo de Judo entre los años 1973 y 1980.

## Palmarés internacional
| Juegos Olímpicos   | Juegos Olímpicos      | Juegos Olímpicos  | Juegos Olímpicos |
| Año                | Lugar                 | Medalla           | Categoría        |
| ------------------ | --------------------- | ----------------- | ---------------- |
| 1980               | Moscú (URSS)          | Medalla de oro    | Abierta          |
| 1980               | Moscú (URSS)          | Medalla de bronce | –95 kg           |
| Campeonato Mundial |                       |                   |                  |
| Año                | Lugar                 | Medalla           | Categoría        |
| 1973               | Lausana (Suiza)       | Medalla de bronce | –93 kg           |
| 1975               | Viena (Austria)       | Medalla de bronce | Abierta          |
| Campeonato Europeo |                       |                   |                  |
| Año                | Lugar                 | Medalla           | Categoría        |
| 1973               | Madrid (España)       | Medalla de bronce | Abierta          |
| 1974               | Londres (Reino Unido) | Medalla de bronce | –93 kg           |
| 1975               | Lyon (Francia)        | Medalla de oro    | –93 kg           |
| 1977               | Ludwigshafen (RFA)    | Medalla de oro    | –95 kg           |
| 1978               | Helsinki (Finlandia)  | Medalla de oro    | –95 kg           |
| 1978               | Helsinki (Finlandia)  | Medalla de oro    | Abierta          |
| 1980               | Viena (Austria)       | Medalla de plata  | –95 kg           |